# Pseudoheteronyx puncticollis
Pseudoheteronyx puncticollis är en skalbaggsart som beskrevs av Lea 1919. Pseudoheteronyx puncticollis ingår i släktet Pseudoheteronyx och familjen Melolonthidae. Inga underarter finns listade i Catalogue of Life.